# Carduelis triasi
Carduelis triasi — викопний вид горобцеподібних птахів родини В'юркові (Fringillidae). Скам'янілі рештки знайдені на острові Ла Пальма з групи Канарських островів у муніципалітеті Сан-Андрес-і-Саусес. Вид названий на честь іспанського палеонтолога Мігеля Тріаса.

## Опис
Товстий дзьоб передбачає, що птах живився грубим насінням, наприклад, горішками. Вид мав короткі крила та погано літав, адже на острові були відсутні хижаки.

## Вимирання
Скам'янілості датуються пізнім плейстоценом. Тим не менше, вважається, що птах, можливо, вимер у голоцені, коли перші поселенці завезли на острів кішок та пацюків.